# مورچه‌گیرک پهلوسفید
مورچه‌گیرک پهلوسفید (نام علمی: Myrmotherula axillaris) نام یک گونه از سرده مورچه‌گیرک‌ها است.